# سالتيلو (مسيسيبي)
سالتيلو (بالإنجليزية: Saltillo, Mississippi)‏ هي بلدة تقع في Lee بولاية مسيسيبي في الولايات المتحدة. تبلغ مساحتها 22.6 (كم²)، وترتفع عن سطح البحر 98 م، بلغ عدد سكانها 4752 نسمة في عام 2010 حسب إحصاء مكتب تعداد الولايات المتحدة .

## التركيبة السكانية
حدّد مكتب تعداد الولايات المتحدة بيانات التركيبة السكانية لسالتيلو في تعداد الولايات المتحدة. في ما يلي، التركيبة السكانية حسب تعدادي 2000 و2010.

### تعداد عام 2000
بلغ عدد سكان سالتيلو 3,393 نسمة بحسب تعداد عام 2000، وبلغ عدد الأسر 1,361 أسرة وعدد العائلات 974 عائلة مقيمة في المدينة. في حين سجلت الكثافة السكانية 159.6 نسمة لكل كيلومتر مربع (413.4/ميل2). وبلغ عدد الوحدات السكنية 1,453 وحدة بمتوسط كثافة قدره 68.3 لكل كيلومتر مربع (176.9/ميل2).
وتوزع التركيب العرقي للمدينة بنسبة 93.93% من البيض و4.69% من الأمريكيين الأفارقة و0.06% من الأمريكيين الأصليين و0.47% من الأمريكيين ذوي الأصول الآسيوية و0.03% من سكان جزر المحيط الهادئ و0.09% من الأعراق الأخرى و0.74% من عرقين مختلطين أو أكثر و0.59% من الهسبانيون أو اللاتينيون من أي عرق.
بلغ عدد الأسر 1,361 أسرة كانت نسبة 40.6% منها لديها أطفال تحت سن الثامنة عشر تعيش معهم، وبلغت نسبة الأزواج القاطنين مع بعضهم البعض 57% من أصل المجموع الكلي للأسر، ونسبة 10.9% من الأسر كان لديها معيلات من الإناث دون وجود شريك،  بينما كانت نسبة 3.6% من الأسر لديها معيلون من الذكور دون وجود شريكة وكانت نسبة 28.4% من غير العائلات. تألفت نسبة 25.6% من أصل جميع الأسر من عدة أفراد يعيشون في نفس المنزل ونسبة 8.4% كانت تتألف من شخص يعيش بمفرده يبلغ من العمر 65 عاماً أو أكثر. وبلغ متوسط حجم الأسرة المعيشية 2.45، أما متوسط حجم العائلات فبلغ 2.94.
بلغ العمر الوسطي للسكان 32.6 عاماً. وكانت نسبة 26.9% من القاطنين تحت سن الثامنة عشر، وكانت نسبة 9% بين الثامنة عشر والرابعة والعشرين عاماً، ونسبة 34% كانت واقعةً في الفئة العمرية ما بين الخامسة والعشرين والرابعة والأربعين عاماً، ونسبة 19.2% كانت ما بين الخامسة والأربعين والرابعة والستين، ونسبة 9.1% كانت ضمن فئة الخامسة والستين عاماً فما فوق. يوجد لكل 100 أنثى 89.0 ذكر، ويوجد لكل 100 أنثى في الثامنة عشر من عمرها فما فوق 87.5 ذكر.
بلغ متوسط دخل الأسرة في المدينة 35,912 دولارًا، أما متوسط دخل العائلة فبلغ 44,018 دولارًا. وكان متوسط دخل الذكور 33,333 دولارًا مقابل 23,542 دولارًا للإناث. وسجل دخل الفرد الخاص بالمدينة 16,177 دولارًا. وكانت نسبة 8.5% من العائلات ونسبة 12.7% من السكان تحت خط الفقر، وكان من هؤلاء نسبة 14.3% تحت سن الثامنة عشر ونسبة 17.3% في الخامسة والستين من العمر وما فوق.

### تعداد عام 2010
بلغ عدد سكان سالتيلو 4,752 نسمة بحسب تعداد عام 2010، وبلغ عدد الأسر 1,879 أسرة وعدد العائلات 1,321 عائلة مقيمة في المدينة. في حين سجلت الكثافة السكانية 223.5 نسمة لكل كيلومتر مربع (578.9/ميل2). وبلغ عدد الوحدات السكنية 1,992 وحدة بمتوسط كثافة قدره 93.7 لكل كيلومتر مربع (242.7/ميل2).
وتوزع التركيب العرقي للمدينة بنسبة 89.10% من البيض و8.54% من الأمريكيين الأفارقة و0.11% من الأمريكيين الأصليين و0.65% من الأمريكيين ذوي الأصول الآسيوية و0.02% من سكان جزر المحيط الهادئ و0.34% من الأعراق الأخرى و1.24% من عرقين مختلطين أو أكثر و0.97% من الهسبانيون أو اللاتينيون من أي عرق.
بلغ عدد الأسر 1,879 أسرة كانت نسبة 40.8% منها لديها أطفال تحت سن الثامنة عشر تعيش معهم، وبلغت نسبة الأزواج القاطنين مع بعضهم البعض 52% من أصل المجموع الكلي للأسر، ونسبة 14.8% من الأسر كان لديها معيلات من الإناث دون وجود شريك،  بينما كانت نسبة 3.5% من الأسر لديها معيلون من الذكور دون وجود شريكة وكانت نسبة 29.7% من غير العائلات. تألفت نسبة 26.2% من أصل جميع الأسر من عدة أفراد يعيشون في نفس المنزل ونسبة 9.5% كانت تتألف من شخص يعيش بمفرده يبلغ من العمر 65 عاماً أو أكثر. وبلغ متوسط حجم الأسرة المعيشية 2.53، أما متوسط حجم العائلات فبلغ 3.07.
بلغ العمر الوسطي للسكان 34.2 عاماً. وكانت نسبة 28.6% من القاطنين تحت سن الثامنة عشر، وكانت نسبة 7% بين الثامنة عشر والرابعة والعشرين عاماً، ونسبة 31.6% كانت واقعةً في الفئة العمرية ما بين الخامسة والعشرين والرابعة والأربعين عاماً، ونسبة 21.5% كانت ما بين الخامسة والأربعين والرابعة والستين، ونسبة 11.2% كانت ضمن فئة الخامسة والستين عاماً فما فوق. وتوزع التركيب الجنسي للسكان بنسبة 47% ذكور و53% إناث.

## وصلات خارجية
- The US50 - Cities and Towns in Mississippi State
- Mississippi Cities and Towns, Facts, Map, Flag, Colleges, Government, and More